# Disconvenience
Disconvenience var ett punkband från Umeå, aktivt mellan 2003 och 2007.
Några av medlemmarna gick vidare till Epidemics
- Bas + sång: Emma Swanström
- Gitarr + kör: Rickard Lundberg
- Trummor: Viktor Hariz, Nina Lundberg

## Diskografi

### EP
- War on Wankers (2005)

### LP/CD
- Umeå Punk City (2006)